# 10370 هيلونوم
10370 Hylonome هو كويكب صغير،  ضمن كواكب قنطور. اكتشف في 27 فبراير 1995. وقد اكتشفه ديفيد جويت.، ووقد اكتشفه جين لوو. يدور في النظام الشمسي الخارجي وهو جسم مظلم وجليدي.

## التصنيف والمدار
القنطورات هي مجموعة كبيرة من الأجرام الجليدية التي تمر بمرحلة انتقالية بين أجرام ما وراء نبتون (TNOs) ومذنبات عائلة المشتري (JFCs)، ومداراتها غير مستقرة بسبب اضطرابات الكواكب العملاقة. حاليًا، يتحكم أورانوس في حضيض هيلونوم، بينما يتحكم نبتون في أوج هيلونوم.
هيلونوم هو جسم كربوني من النوع C يدور حول الشمس في الحزام الرئيسي الخارجي على مسافة تتراوح بين 18.9 و31.4 وحدة فلكية ، مرة كل 126 عامًا وشهرين (46073 يومًا). مداره ذو انحراف مركزي قدره 0.25 ، وميل قدره 4 درجات بالنسبة لمسار الشمس. وهو عابر لنبتون، ومُحاط بمدار أورانوس، وبالتالي لا يعبره. تبلغ أدنى مسافة تقاطع مداره مع نبتون وأورانوس 0.35854 وحدة فلكية و0.52875 وحدة فلكية على التوالي.[1]

## التسمية
سُمي هذا الكوكب الصغير تيمنًا ب "هيلونومي"، وهي قنطورة أنثى في الأساطير اليونانية. في هذه المأساة الملحمية، فقدت زوجها، القنطور الوسيم سيلاروس، الذي قُتل عن طريق الخطأ برمح. فحزنت بشدة، وانتحرت بإلقاء نفسها على الرمح. نُشرت التسمية الرسمية في 26 يوليو 2000 (M.P.C. 41030).

## خصائصه الفيزيائية
تشير عمليات الرصد باستخدام تلسكوب سبيتزر الفضائي للأشعة تحت الحمراء إلى قطر يبلغ 70±20 كيلومترًا، بينما يفترض "الرابط التعاوني لمنحنى ضوء الكويكبات " أن قيمة البياض القياسية للأجسام الكربونية هي 0.057، مما يعني أن قطرها 75.1 كيلومترًا مع قدر مطلق للمعانه قدره 9.35.
أظهرت دراسة أجريت عام 2014  باستخدام بيانات من مقياس الضوء التصويري متعدد النطاقات (MIPS) التابع لسبيتزر وكاميرا ومطياف مصفوفة كاشفات هيرشل الضوئية، قيمة بياض منخفضة قدرها 0.051±0.030 ، وقطرًا قدره 74±16 كيلومترًا، بناءً على قدر مطلق لسطوعه قدره 9.51±0.08. وخلصت الدراسة إلى أنه لا يوجد ارتباط بين أحجام القنطورات وبياضها ومعايير مدارها بين مجموعات القنطور المرصودة. ومع ذلك، كلما صغر حجم القنطور، زاد احمراره.

## روابط خارجية
- 10370 هيلونوم في قاعدة بيانات مختبر الدفع النفاث لأجرام النظام الشمسي الصغيرة

- الاكتشاف · مخطط المدار ·  العناصر المدارية · المعلمات المادية

- 10370 هيلونوم على موقع ويكي سكاي: DSS2, SDSS, GALEX, IRAS, Hydrogen α, X-Ray, Astrophoto, Sky Map, Articles and images